# Jacksonville, Alabama
Jacksonville är en stad (city) i Calhoun County, i delstaten Alabama, USA. Enligt United States Census Bureau har staden en folkmängd på 12 482 invånare (2011) och en landarea på 25,5 km².